# Pandeli Majko

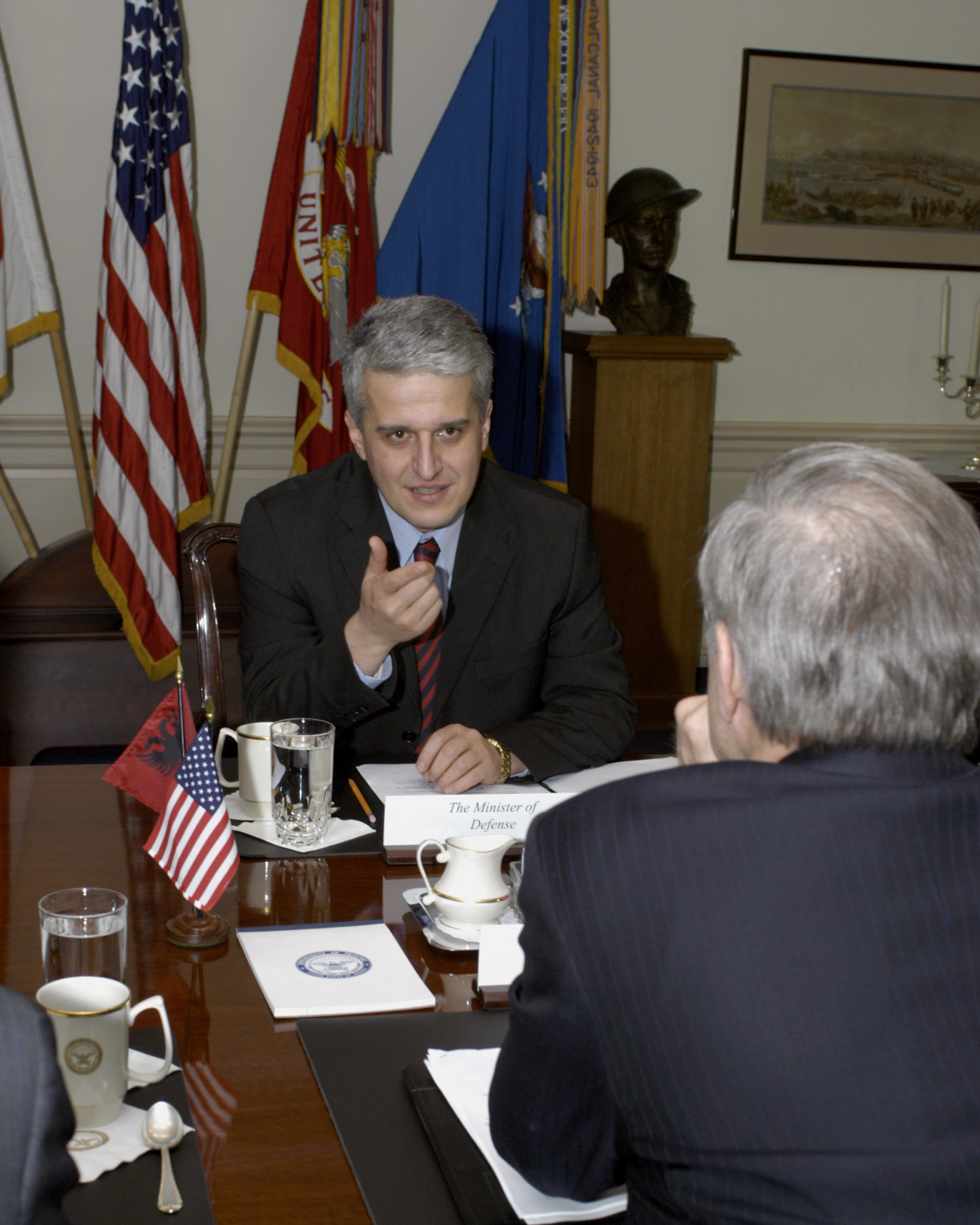
Pandeli Majko am 2. Februar 2005 im Gespräch mit dem amerikanischen Verteidigungsminister Donald Rumsfeld

Pandeli Majko (* 15. November 1967 in Tirana) ist ein albanischer Politiker (PS). 
Majko studierte an der Universität Tirana Ingenieurwissenschaften. Seit 1992 ist er Mitglied des Albanischen Parlaments. Von September 1998 bis Oktober 1999 und von Februar 2002 bis Juli 2002 war Majko Ministerpräsident Albaniens. Anschließend übte er bis zum 10. September 2005 das Amt des Verteidigungsministers im Kabinett seines Nachfolgers Fatos Nano aus.
Von September 2017 bis September 2021 war er im Kabinett Rama II Staatsminister für Diaspora. Er war einer der wenigen Kabinettsmitglieder, der auf eine lange politische Laufbahn zurückschauen kann.